# MasterClass
MasterClass, es el nombre comercial con el que opera Yanka Industries, Inc. Esta es una empresa estadounidense que provee una plataforma de educación en línea. El concepto fue concebido por David Rogier y Aaron Rasmussen en 2014. El sitio web se hizo público bajo el nombre de MasterClass el 12 de mayo de 2015. MasterClass se inició con U$ 4.5 millones de dólares en fondos iniciales y dos rondas de financiación inicial por un total de U$ 1.9 millones.  Esto fue seguido por U$ 15 millones en fondos anunciados en 2016,  $ 35 millones en 2017,  y U$ 80 millones en 2018.  A partir de 2018, el financiamiento total fue de aproximadamente U$ 130 millones.
MasterClass se inició con solo tres instructores y se agregaron doce clases en 2017. A fines de ese año se estrenaron dos clases de actuación, impartidas por Kevin Spacey y Dustin Hoffman, pero ambas se eliminaron después de que se hicieran públicas múltiples acusaciones de agresión sexual contra los dos actores. MasterClass produce clases en línea con "personalidades de renombre en sus respectivos campos".  Cada clase tiene lecciones en vídeo, ejercicios, libros de trabajo y sesiones de entrevista con el instructor. Una clase típica tiene alrededor de 10–25 lecciones en vídeo que son de dos a cinco horas en total. Las clases cubren temas como escritura, deporte y cocina.  A partir de 2019, las clases se expandieron a política, economía y diseño de videojuegos. A principios del 2020 MasterClass tenía alrededor de ochenta clases y mil seiscientas lecciones. La compatibilidad con dispositivos móviles se agregó por primera vez en abril de 2018.
Algunos periodistas han escrito que, si bien las clases no enseñan habilidades técnicas para mejorar el dominio del oficio, brindan información sobre la naturaleza agotadora de las actividades artísticas y la lucha por la perfección mientras inspiran un amor por el oficio. The Verge señaló que si bien las suscripciones duran toda la vida, cada curso tiene poco valor de repetición, por lo que es difícil mantener al estudiante aprendiendo dentro de la plataforma una vez han visto las clases de vídeo.